# أرشيبالد الكسندر هودج
أرشيبالد الكسندر هودج (بالإنجليزية: Archibald Alexander Hodge)‏ هو عالم عقيدة أمريكي، ولد في 18 يوليو 1823 في برينستون في الولايات المتحدة، وتوفي بنفس المكان في 12 نوفمبر 1886.